# A vándorló palota
A vándorló palota (ハウルの動く城; Hauru no ugoku siro; Hepburn: Hauru no ugoku shiro; angol címén: Howl’s Moving Castle) 2004-ben bemutatott, Oscar-díjra jelölt japán animációs fantasy kalandfilm, ami Diana Wynne Jones azonos című könyve alapján készült Mijazaki Hajao írásában és rendezésében és a Studio Ghibli gyártásában.
Wynne Jones regénye lehetővé tette Mijazaki számára, hogy egy bátor fiatal lány és egy nagymama alakját egyetlen szereplőben, a főhősnőben, Sophie-ban testesítse meg. Sophiet, a 18 éves kalapkészítőt egy boszorkány elátkozza, s egy 90 éves idős asszonnyá változik. Először elborzad, de mindazonáltal megtanulja átélni az aggódást, a félelemet és a gátlások alóli felszabadulást. A változás nem várt esélyt ad a kalandra. A film főszereplőit Baisó Csieko, Kimura Takuja, Gasúin Tacuja, Miva Akihiro és Kamiki Rjúnoszuke szeijúk szólaltatják meg.
A film ősbemutatója a Velencei Filmfesztiválon volt 2004. szeptember 5-én, a japán mozik 2004. november 20-án mutatták be. A Pixar munkatársa, Pete Docter felügyelte az angol szinkront az amerikai változathoz. Ennek premierjére válogatott mozikban került sor 2005. június 10-én a Walt Disney Pictures forgalmazásában. A film jelenleg a Disney által forgalmazott legutolsó, tradicionális animációs technikával készült film. Magyarországon szintén szinkronizálva mutatták be a mozik a Best Hollywood forgalmazásában 2005. december 15-én, de jóval szerényebb terjesztéssel, mint Mijazaki előző filmjét, a Chihiro Szellemországbant 2003 tavaszán. Később több DVD-kiadást is megért.

## Cselekmény
|  | Alább a cselekmény részletei következnek! |

Sophie az apja kalapboltjában dolgozik. Míg munkatársai vidáman szórakoznak, ő befejezi a kalapot, amelyet elkezdett. Mikor végzett, el akar menni nővéréhez, Lettie-hez. Útközben két katona megtámadja, akiktől egy furcsa fiatalember menti meg, majd a levegőbe emeli, s elröpíti Lettie vendéglőjébe. Ott Lettie figyelmezteti Sophiet, hogy ne kerüljön Howl varázsló közelébe. Mikor hazamegy, a Puszták Boszorkánya fogadja, s sértegeti Sophie kalapboltját. A lány távozásra kéri, de megretten, mikor megtudja, hogy a középkorú nő egy kegyetlen boszorkány, de már képtelen védekezni. A Puszták Boszorkánya egy 90 éves vénasszonnyá változtatja. Sophie úgy dönt, nem marad a boltban, hanem elmenekül.
A faluban élő parasztok segítségével eljut a Hangafüves Pusztába. Ott látja meg a bokorba szorult madárijesztőt, akit elnevez Répafejnek. Segít neki, s ő cserébe ad neki egy sétapálcát, s elvezeti a Vándorló palotához, ahol menedékre talál. Igen ám, de az Howl birtokában van. Mikor Sophie belép, egy lelket se talál, csak egy kis lángot, ami a kandallóban ég. Ő Calcifer, a Tűzdémon. Sophie egyezséget köt vele: kideríti, hogy gazdája miért bánik vele rabszolgaként, s cserébe a démon majd visszaváltoztatja öregasszonyból lánnyá. Reggel, mikor felébred találkozik Markl-lal, Howl tanoncával. Érkeznek vevők is különböző varázsírásokért, varázsszerekért. Markl, hogy megtévessze őket, egy nagy szakállú törpévé változtatja magát. Amíg vásárlók vannak náluk, Sophie súlyos bűnt követ el: hazudik. Markl figyelmezteti, hogy ilyet ne tegyen, mert az nagy bajt hozhat rájuk. Nekiállnak reggelit készíteni. A boszorkánytanonc elmondja, hogy a Tűzdémon csak a gazdájának engedelmeskedik, ennek ellenére Sophie-nak sikerül rávennie egy kis szalonnasütésre. Ekkor megérkezik Howl, s nyomban kézbe veszi az irányítást. Markl hiába faggatja, hogy hol volt, ő nem mond semmit, hanem megreggelizik és parancsot ad Calcifernek, hogy melegítsen fürdővizet, s tolja arrébb a Palotát. Sophie pedig nekilát a kastély takarításához, merthogy takarítónőnek állt.
Közben Sophie majdnem megöli Calcifert. A távozó Howl elmagyarázza neki, hogy nem szabad ilyen durván bánnia Calciferrel, mert ha őt megöli, Howl-nak is vége. Aztán eltűnik. Miközben Sophie takarít, visszatér az ereje. Mikor végeztek, Markl-lal zsúrt rendeznek kint, s viszontlátják Répafejet. Howl estére fáradtan, s gondterhelten hazaérkezik, de reggelre megint eltűnik. Sophie Markl-lal vásárolni megy a piacra. Közben egy régi vágya teljesül be, mert testközelből láthatja a tengert. Krumplit és halat vásárolnak, amit a varázslótanonc ki nem állhat. Ám bombáznak, s a vásár hamar véget ér. Sophie felfedezi a Puszták Boszorkánya szolgáját a nép között, s menekülni kezdenek. Addigra Howl is hazaér. A boszorkánymester varázsszereit Sophie véletlenül megcserélte, s a sampon feketévé változtatta Howl szőke haját. A varázsló kiborul, s nyálkás varázslatot vet be, amit Sophie kénytelen feltörölni, a varázslót pedig megint megfürdetik. Howl a halálos varázslat után alig tér magához, akkor mondja el Sophie-nak, hogy Suliman varázslónő rég hívatta, mert beszólítják a háború miatt a mágusokat, varázslókat. Ugyanakkor a Puszták Boszorkánya azért üldözi Howlt, mert egykor a varázsló visszautasította. Howl nem akar harcolni, megkéri Sophie-t, tegyen valamit az ügy érdekében. Sophie egyedül megy a Kingsbury királyi családhoz, hogy Howl anyja szerepében elmagyarázza Suliman varázslónak a történteket. Útközben találkozik a Puszták Boszorkányával, s Hinn kutyával. Együtt kell megmászniuk egy hatalmas lépcsősort, közben kibékül a Puszták Boszorkányával. Szükség is van az összetartásra. Suliman lakosztályába Hinnel megy be. Suliman tehetetlen öregasszonnyá változtatja a Boszorkányt, Sophie minden tiltakozása ellenére is. A kevély varázslónő Howlt gonosznak és kegyetlennek tartja, Sophie megunja Suliman varázslónő siránkozását, s visszabeszél. Közben Howl a király képében megmenti Sophie-t, a Puszták Boszorkányát és a többieket Suliman varázslónőtől. Ezek után Howl újra eltűnik. Ekkorra Sophie már szerelmes a boszorkánymesterbe. Hazaviszi a palotába a Puszták Boszorkányát és Hinnt és róluk is gondoskodik. Másnap Howl újra megjelenik és kijelenti, hogy átvarázsolja a palotát másmilyenre. Calcifer segítségével kellemes otthonná változtatja a pöffeszkedő palotát.

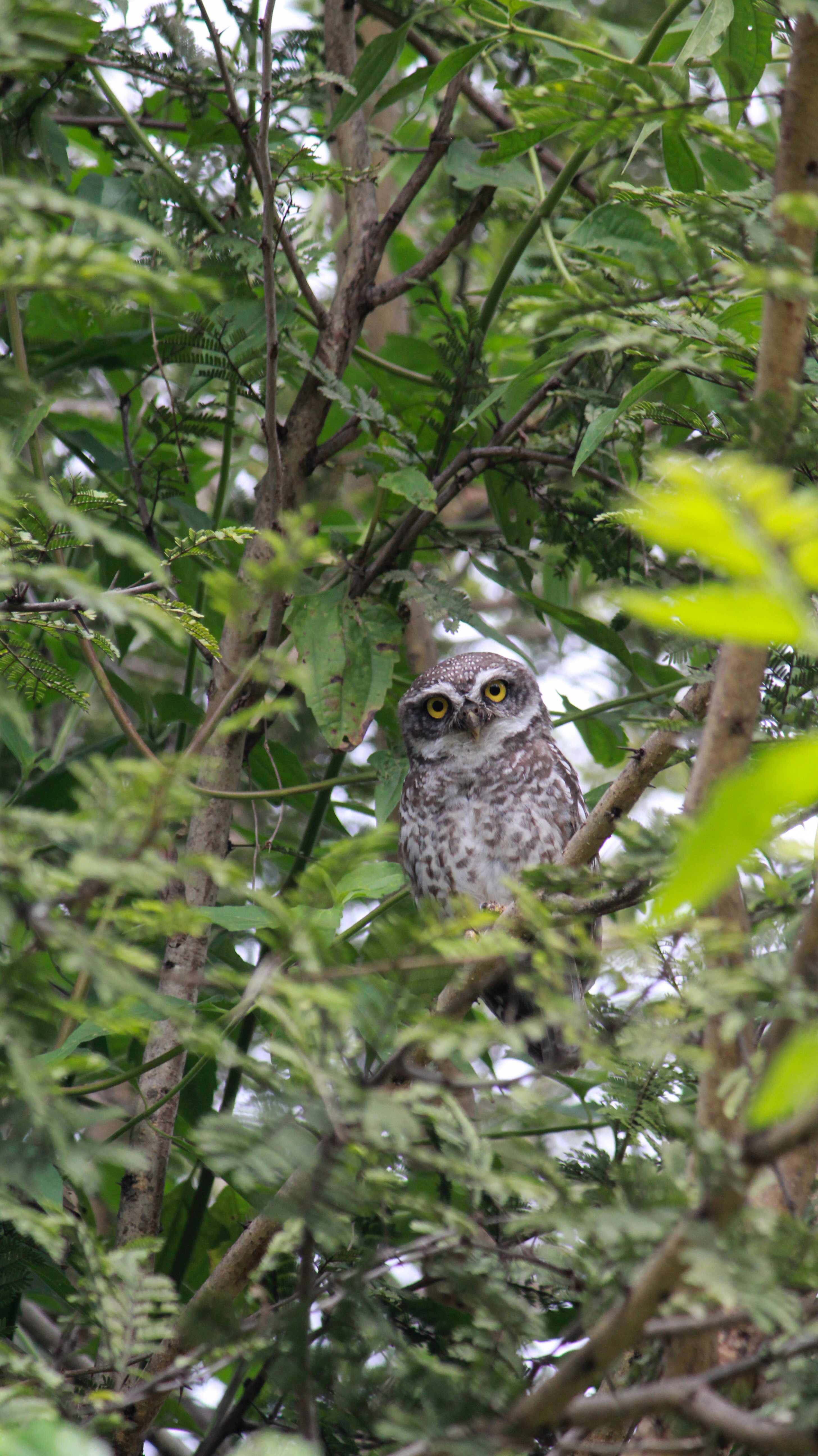
A vándorló palota

Sophie-nak mutat egy csodás rétet és egy meghitt kis házat, amelyet egy vén boszorkánymester nagybátyja hagyott rá halála előtt és amely ezentúl Sophie-é lesz. Suliman mérges Howlék ellenállása miatt, ezért elküldi Honey-t, Sophie mostohaanyját, derítse ki, hol tartózkodnak. Repülő szörnyetegeket küld ellenük és a Palotának menekülnie kell. Sophie látomást kap, hogy Howl szenved, ezért a ház népével együtt elhagyja a Palotát, ami Calcifer nélkül összeomlik. Sophie kétségbeesik, hogy Calcifer halálával Howlnak is vége. De egy kapun keresztül eljut Howl gyermekkorába, ahol megtudja, hogy a varázsló és Calcifer életben van. Hinnel útra kel, s megkeresi Howlt. Egy szeméttelepen találja meg, ahol Howl katatón állapotban gubbaszt. Sophie megkéri, vigye a Vándorló palota romjai közé. A Palota romjaiban Répafej, a Puszták Boszorkánya, s Markl várja Howlt, Hinnt és Sophie-t. Kiderül, hogy mikor Calcifer eloltódott egy kis kék láng még megmaradt, s most a Boszorka szeretete gyógyítja. Sophie és Howl megérkezik a romokba, de a Palota romjai siklani kezdenek, s egy szakadékba zuhannak. Répafej megmenti őket, de a karója eltörik. Sophie hálából megcsókolja, s Répafej visszakapja eredeti hercegi alakját. Ugyanis átok ült rajta, ő a szomszédos ország hercege, csak valaki bolond madárijesztővé változtatta és Sophie megmentette a csókjával. Sophie is visszaváltozik, megtörik az átok. A lány visszaadja Howl szívét. Suliman kénytelen megbékélni, s belátni, hogy az eltűnt herceg miatti háború jogi tévedésnek bizonyult. Sophie-ék pedig visszaköltöznek az újraépült palotába, s boldogan élnek…
|  | Itt a vége a cselekmény részletezésének! |

## Szereplők
- Sophie (ソフィー; Szofí; Hepburn: Sofī?): A főhősnő. Egy 18 éves kalapkészítő lány, aki a Puszták Boszorkánya átkától öregasszonnyá változik.
- Howl (ハウル; Hauru?): Titokzatos varázsló. Fiatalon a rejtőzködést választotta, a Puszták Boszorkánya elől menekült.
- Calcifer (カルシファー; Karusifá; Hepburn: Karushifā?): Tűzdémon, a Palota navigálója. Howl neki adta a szívét, miután oly sok lányt visszautasított. Néha kék lángként lobban fel.
- Puszták Boszorkánya (荒地の魔女; Arecsi no Madzso; Hepburn: Arechi no Majo?): Kevély boszorkány. Valaha a Kingsbury királyi ház udvari boszorkánya volt, mielőtt Suliman megkapta volna ezt a posztot. Valójában nem gonosz, csak megváltozott, mikor el kellett menekülnie a pusztába.
- Suliman (サリマン; Szariman; Hepburn: Sariman?): A Kingsbury ház varázslónője. Bölcselkedik, de valójában nem bölcs. Ő a legfőbb negatív szereplő, a háborút testesíti meg a filmben.
- Répafej/Justin Herceg (カブ; Kakasi no Kabu; Hepburn: Kakashi no Kabu?): Az ellenséges birodalom hercege, akit madárijesztővé változtattak.
- Markl (マルクル; Marukuru?): Howl 8 éves tanonca. Ő segítette Sophie-t az első napokban.
- Lettie (レティー; Retí; Hepburn: Retī?): Sophie mostohatestvére. Egy vendéglőben dolgozik.
- Honey (ファニー; Faní; Hepburn: Fanī?; Fanny): Sophie mostohaanyja. Nagyon jó szívű, de kénytelen volt elárulni a lányát Sulimannek.
- Heen (ヒン; Hin?): Egy titokzatos kutya, aki mindig követi Sophie-t.

### Szereposztás
| Szereplő | Japán hang        | Angol hang       | Magyar hang      |
| --- | ----------------- | ---------------- | ---------------- |
| Idős Sophie | Baisó Csieko      | Jean Simmons     | Illyés Mari      |
| Fiatal Sophie | Baisó Csieko      | Emily Mortimer   | Mezei Kitty      |
| Howl | Kimura Takuja     | Christian Bale   | Dányi Krisztián  |
| Calcifer | Gasúin Tacuja     | Billy Crystal    | Scherer Péter    |
| Puszták Boszorkánya | Miva Akihiro      | Lauren Bacall    | Szabó Éva        |
| Suliman | Kató Haruko       | Blythe Danner    | Borbás Gabi      |
| Markl | Kamiki Rjúnoszuke | Josh Hutcherson  | Morvay Bence     |
| Répafej/Justin herceg | Óizumi Jó         | Crispin Freeman  | Posta Victor     |
| Lettie | Kazuki Jajoi      | Jena Malone      | N/A              |
| Honey | Jaszokava Majuno  | Mari Devon       | Csomor Csilla    |
| Suliman szolgája | Makoto Jaszumura  | N/A              | Molnár Levente   |
| Ingary királya | Ócuka Akio        | Mark Silverman   | Sebestyén András |
| Heen, a kutya | Harada Daidzsiró  | Harada Daidzsiró | Harada Daidzsiró |
| Madge (vásárló kislány) | Kanno Rio         | Liliana Mumy     | Talmács Márta    |
| főcím, stáblista felolvasása | –                 | –                | Bozai József     |
| További magyar hangok: Bárány Virág, Erdélyi Mária, Kapácsy Miklós, Kiss Anikó, Martin Adél, Mérai Katalin, Palóczy Frigyes, Szélyes Imre, Vadász Bea, Végh Ferenc |                   |                  |                  |

## Megvalósítás
2001 szeptemberében a Studio Ghibli két film készítését jelentette be. Az egyik a Macskák királysága volt, a másik pedig Diana Wynne Jones regényének feldolgozása, A vándorló palota. Egy szóbeszéd szerint Mijzakinak akkor pattant ki a fejéből a regény feldolgozásának ötlete, amikor a strasbourgi karácsonyi piacon járt. Eredetileg Hoszoda Mamorut szerették volna felkérni a Toei Animationtől a film rendezésére, de kilépett, miután nem felelt meg a Ghibli elvárásainak. A film gyártását felfüggesztették, amíg Mijazaki át nem vette a projektet. A munkálatok 2003 februárjától folytatódtak.
Mijazaki az elzászi Colmarba és Riquewihrbe utazott, hogy tanulmányozza az építészetet, ami a film helyszíneit is jellemezni fogja. További inspirációkat adtak a jövő technológiájának elképzelései Albert Robida műveiben.
A pacifista Mijazaki hozzátette, hogy a film forgatását mélyen befolyásolta az iraki háború.
Diana Wynne Jones ugyan találkozott a Studio Ghibli képviselőivel, de semmilyen szerepet nem kívánt betölteni a film elkészítésében. Így nyilatkozott: „Fantasztikus. Nem, nem akarok beleszólni – könyveket írok, nem filmeket. Igen, különbözni fog a könyvtől – tulajdonképpen nagyon eltérő lesz, de ez így van rendjén. Így is fantasztikus film lesz.” Mijazaki 2004 nyarán az Egyesült Királyságba utazott, hogy a kész film külön megtekintését biztosítsa Jonesnak.
A film digitálisan készült, de a háttereket kézzel rajzolták és festették, mielőtt digitalizálták volna és a szereplőket is kézzel előre megrajzolták. Az 1400 képből álló storyboard 2004. január 16-ára készült el. Ez év június 25-ére készült el a fázisrajzolás, másnapra az ellenőrzésével is végeztek.
A rendkívül összetett vándorló palota többször változik és átrendeződik a filmben. A palota több mint 80 elemből épül fel, beleértve a lövegeket, a kiöltött nyelvet, a fogaskereket és a madárlábakat, amelyeket digitális objektumokként helyeztek a képkockákra.

## Eltérések a könyvtől
Ahogy Jones megjegyezte, a film több módon is jelentősen különbözik eredeti könyvétől. A cselekmény első harmada nagyjából megegyezik, ami után a film új területre ágazik, Mijazaki ismerős motívumait kölcsön véve: légi járművek, megváltás, szeretnivaló nem emberi mellékszereplők. A hangsúly továbbra is a megátkozott Sophie-n és kalandjain van, de a történet fő vonala egy, az első világháborúra emlékeztető háború alatt játszódik, a helyszín pedig az első világháború előtti Elzászt idéző fantázianép otthona. A városi jelenetekben feltűnő épületek közül több is megegyezik az elzászi Colmar városának épületeivel; Mijazaki valóban e települést nevezte meg inspirációjának. Ahol a könyv Howl nőügyeit és egy elveszett varázsló és egy herceg felkutatásáról szóló megbízása alól való kibújási próbálkozásait taglalja, ott a filmben a nemzeti háborúban való részvételt utasítja el pacifista okokból, és e döntésének következményeit kell viselnie. A film továbbá belemerül olyan káprázatos jelenetekbe, ahol egy radikális alternatív realitás tűnik fel a történet fő szálát képező valós lét mellett, illetve az intenzív hallucinációs vizualitások és koncepciók jelenetei is kiemelkedően nagy számúak a film második felében.
A könyv több szereplőjén is változtatásokat vittek végbe a filmhez. Howl segédje, Michael Fisher egy tizenéves a könyvben, míg a filmben egy fiatal kisfiú, Markl lesz belőle. Sophie-nak csak egy testvére tűnik fel a filmváltozatban, szemben a könyvbeli kettővel. A Puszták Boszorkánya írott megjelenését illetően fiatal és gyöngyörű, ezzel ellentétben a néző egy kövér nőt lát, aki később egészen taszító szipirtyóvá válik – azt követően, hogy ijesztő ellenség kezdetben, a film vége felé Howl házába kerül és mint „nagymamával” bánnak vele. Calcifer, aki a könyvben rémisztő kinézetű tűzdémon, itt egy aranyos kis láng, noha két alkalommal különös kék lángként csap fel, ami erősen emlékeztet könyvbeli mivoltára. Végül, a könyvben szereplő „Suliman varázsló” a filmben „Madame Sulimanként” tűnik fel. Különböznek a filmbeli szereplők a könyv karaktereitől megjelenésben, motivációkban és személyiségben is. Legjobban Sophie és Howl hasonlítanak könyvbéli megfelelőjükre (még ha Howlnak teljesen más is a háttere), de szelídebb személyiséggel és kevésbé önző motivációkkal rendelkeznek; a jellemzően jones-i karakterekből jellemzően mijazaki karakterekké lettek.

## Megjelenések

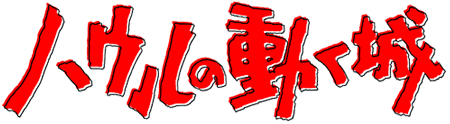
A film eredeti logója

### Japán
A vándorló palota ősbemutatója a Velencei Filmfesztiválon volt 2004. szeptember 5-én, a japán mozik 2004. november 20-án mutatták be a Toho forgalmazása alatt. VHS-en és DVD-n 2005. november 16-án jelent meg a Buena Vista Home Entertainment Japan kiadásában. A DVD-kiadások számos extrát, a japán mellett angol, francia, mandarin és kantoni nyelvű hangsávot, dokumentumfilmeket és Mijazakival, illetve az angol szinkronstábbal készült interjúkat is tartalmazza.

### Észak-Amerika
Az észak-amerikai premierre válogatott mozikban került sor 2005. június 10-én a Walt Disney Pictures forgalmazásában. Az angol szinkront a Pixar munkatársa, Pete Docter felügyelte az amerikai változathoz. DVD-n a Walt Disney Home Entertainment jelentette meg 2006. március 7-én, angol, japán és francia hangsávval, és angol felirattal. Extra tartalomként dokumentumfilmek, interjúk, előzetesek és a teljes storyboard is felkerült a lemezekre.

### Magyarország
Magyarországon a filmet 2005. december 15-én mutatták be a mozik a Best Hollywood forgalmazásában, majd DVD-n is megjelent 2006. március 31-én. 2007-ben egy tizenkét részes Studio Ghibli-sorozat tagjaként ismét kiadta a Best Hollywood. A DVD magyar és japán 5.1-es szinkron mellett magyar feliratot is tartalmaz, ráadás tartalomként pedig képgaléria, mozielőzetes és filmajánló is megtalálható rajta. Televízióban a TV2 vetítette, először 2007. március 16-án, majd az M2, az M1, a Film+, a Film+ 2 a Prizma TV, és a Digi Film is műsorára tűzte.

## Filmzene
A vándorló palota zenéjét Hiszaisi Dzsó komponálta és Új Tokiói Filharmonikus Zenekar adta elő, filmzenei albuma 2004. november 19-én jelent meg 26 számmal a Tokuma Japan Communications kiadásában. A Hauru no Ugoku Siro: Symphony Suite image albumot, Hisaishi tíz átdolgozott számával és a Cseh Filharmonikus Zenekar előadásával, 2004. január 21-én adták ki. A film főtémáját, a Dzsinszei no Merry-go-round dalt szintén Hisaishi szerezte és Baisó Csieko, Sophie japán hangja adja elő. A dal karaoke és zongora változata egy maxi kislemezen külön is megjelent 2004. október 27-én.
| Hauru no Ugoku Siro Soundtrack dallista | Hauru no Ugoku Siro Soundtrack dallista | Hauru no Ugoku Siro Soundtrack dallista | Hauru no Ugoku Siro Soundtrack dallista | Hauru no Ugoku Siro Soundtrack dallista | Hauru no Ugoku Siro Soundtrack dallista | Hauru no Ugoku Siro Soundtrack dallista | Hauru no Ugoku Siro Soundtrack dallista | Hauru no Ugoku Siro Soundtrack dallista | Hauru no Ugoku Siro Soundtrack dallista |
| #                                       | Cím | Hossz                                   |                                         |                                         |                                         |                                         |                                         |                                         |                                         |
| --------------------------------------- | --- | --------------------------------------- | --------------------------------------- | --------------------------------------- | --------------------------------------- | --------------------------------------- | --------------------------------------- | --------------------------------------- | --------------------------------------- |
| 1.                                      | Opening: Dzsinszei no Merry-go-round (オープニング-人生のメリーゴーランド; Ópuningu: Dzsinszei no Merígórando; Hepburn: Ōpuningu: Jinsei no Merīgōrando; Opening: Merry-go-round of Life) | 2:33                                    |                                         |                                         |                                         |                                         |                                         |                                         |                                         |
| 2.                                      | Jóki na keikihei (陽気な軽騎兵; Hepburn: Yōki na keikihei; The Cheerful Light Cavalry) | 0:51                                    |                                         |                                         |                                         |                                         |                                         |                                         |                                         |
| 3.                                      | Kúcsú szanpo (空中散歩; Hepburn: Kūchū sanpo; A Stroll Through the Sky) | 2:15                                    |                                         |                                         |                                         |                                         |                                         |                                         |                                         |
| 4.                                      | Tokimeki (ときめき; Heart Aflutter) | 0:21                                    |                                         |                                         |                                         |                                         |                                         |                                         |                                         |
| 5.                                      | Arecsi no Madzso (荒地の魔女; Hepburn: Arechi no Majo; The Witch of the Waste) | 0:59                                    |                                         |                                         |                                         |                                         |                                         |                                         |                                         |
| 6.                                      | Szaszurai no Sophie (さすらいのソフィー; Szaszurai no Szofí; Hepburn: Sasurai no Sofī; Wandering Sophie) | 4:20                                    |                                         |                                         |                                         |                                         |                                         |                                         |                                         |
| 7.                                      | Mahó no tobira (魔法の扉; Hepburn: Mahō no tobira; The Magical Door) | 5:27                                    |                                         |                                         |                                         |                                         |                                         |                                         |                                         |
| 8.                                      | Kienai noroi (消えない呪い; The Curse Remains) | 0:45                                    |                                         |                                         |                                         |                                         |                                         |                                         |                                         |
| 9.                                      | Ószódzsi (大掃除; Hepburn: Ōsōji; Spring Cleaning) | 1:23                                    |                                         |                                         |                                         |                                         |                                         |                                         |                                         |
| 10.                                     | Hosi no mizuumi e (星の湖へ; Hepburn: Hoshi no mizuumi e; To the Lake of Stars) | 4:13                                    |                                         |                                         |                                         |                                         |                                         |                                         |                                         |
| 11.                                     | Sizuka na omoi (静かな想い; Hepburn: Shizuka na omoi; A Quiet Feeling) | 0:27                                    |                                         |                                         |                                         |                                         |                                         |                                         |                                         |
| 12.                                     | Ame no naka de (雨の中で; In the Rain) | 1:29                                    |                                         |                                         |                                         |                                         |                                         |                                         |                                         |
| 13.                                     | Kjoei to tomodacsi (虚栄と友情; Hepburn: Kyoei to tomodachi; Vanity and Friendship) | 3:58                                    |                                         |                                         |                                         |                                         |                                         |                                         |                                         |
| 14.                                     | Kjúdzsúszai no sódzso (90歳の少女; Hepburn: Kyūjūsai no shōjo; The 90-year-old Young Girl) | 1:01                                    |                                         |                                         |                                         |                                         |                                         |                                         |                                         |
| 15.                                     | Sulliman no mahódzsin – Siro e no kikan (サリマンの魔法陣; Szariman no mahódzsin – Siro e no kikan; Hepburn: Sariman no mahōjin – Shiro e no kikan; Sulliman’s Magic Square – Return to the Castle)                                                                                          | 5:23                                    |                                         |                                         |                                         |                                         |                                         |                                         |                                         |
| 16.                                     | Himicu no dókucu (秘密の洞穴; Hepburn: Himitsu no dōkutsu; A Secret Cave) | 2:34                                    |                                         |                                         |                                         |                                         |                                         |                                         |                                         |
| 17.                                     | Hikkosi (引越し; Hepburn: Hikkoshi; Moving) | 3:06                                    |                                         |                                         |                                         |                                         |                                         |                                         |                                         |
| 18.                                     | Hanazono (花園; The Flower Garden) | 2:58                                    |                                         |                                         |                                         |                                         |                                         |                                         |                                         |
| 19.                                     | Hasire! (走れ!; Hepburn: Hashire!; Run!) | 0:58                                    |                                         |                                         |                                         |                                         |                                         |                                         |                                         |
| 20.                                     | Koi da ne (恋だね; It’s Love) | 1:11                                    |                                         |                                         |                                         |                                         |                                         |                                         |                                         |
| 21.                                     | Family (ファミリー; Famirí; Hepburn: Famirī; Family) | 1:25                                    |                                         |                                         |                                         |                                         |                                         |                                         |                                         |
| 22.                                     | Szenka no koi (戦火の恋; Hepburn: Senka no koi; Love of War) | 2:56                                    |                                         |                                         |                                         |                                         |                                         |                                         |                                         |
| 23.                                     | Dassucu (脱出; Hepburn: Dasshutsu; Escape) | 1:33                                    |                                         |                                         |                                         |                                         |                                         |                                         |                                         |
| 24.                                     | Sophie no siro (ソフィーの城; Szofí no siro; Hepburn: Sofī no shiro; Sophie’s Castle) | 2:39                                    |                                         |                                         |                                         |                                         |                                         |                                         |                                         |
| 25.                                     | Hosi o nonda sónen (星をのんだ少年; Hepburn: Hoshi o nonda shōnen; The Boy Who Drank Stars) | 7:30                                    |                                         |                                         |                                         |                                         |                                         |                                         |                                         |
| 26.                                     | Ending: Szekai no jakuszoku – Dzsinszei no Merry-go-round (エンディング-世界の約束〜人生のメリーゴーランド; Endingu: Szekai no jakuszoku – Dzsinszei no Merígórando; Hepburn: Endingu: Sekai no yakusoku – Jinsei no Merīgōrando; Ending: The Promise of the World – Merry-go-round of Life) | 6:50                                    |                                         |                                         |                                         |                                         |                                         |                                         |                                         |
| 1:09:05                                 | |                                         |                                         |                                         |                                         |                                         |                                         |                                         |                                         |

## Fogadtatás
A vándorló palota többnyire pozitív kritikai fogadtatásban részesült. Az USA Today kritikusa, Claudia Puig dicsérte a filmet azért, mert az képes összemosni a gyermeki csodálkozást a kifinomult érzelmekkel és motivációkkal. Richard Roeper „őrülten kreatív munkának” nevezte. Más kritikusok úgy jellemezték, mint „egy vizuális csoda”, „egy gyönyörű életigenlő darab”, és „egy animációs erőtúra (tour de force)”. Roger Ebert a Chicago Sun-Timestól két és felet adott a négy csillagból, és Mijazaki egyik leggyengébb filmjének érezte. Helen McCarthy az 500 Essential Anime Movies című művében írja, hogy a természeti világ „csodálatosan reprezentált” a filmben a lélegzetelállító hegyekkel és a vízparti tájakkal. Dicsérte a palota dizájnját és, hogy Mijazaki a filmjéhez hozzáadta saját témáit: „az ember kapcsolatát a természettel, a háború hiábavalóságával és a repülés élvezetével”.
A Rotten Tomatoes filmkritikai oldalon 87%-ban pozitív értékelést kapott és 172 kritika alapján 7,5/10-es átlagpontozást állapították meg. A Total Film 75 legnagyobb animációs filmjét tartalmazó listáján az 50. helyet érte el.

### Legjobb tízes listák
A film számos kritikus 2005 legjobb filmjeit tartalmazó listáján megjelent.
- 2. – Ella Taylor LA Weekly (holtverseny)
- 4. – Kenneth Turan Los Angeles Times
- 5. – Tasha Robinson The Onion
- 6. – Lawrence Toppman, The Charlotte Observer
- 6. – Jonathan Rosenbaum, The Chicago Reader (holtverseny)
- 8. – Michael Sragow, The Baltimore Sun
- 8. – Michael Wilmington The Chicago Tribune
- N/A – Peter Rainer The Christian Science Monitor (ábécé sorrendeben listázva)

### Inspiráció
Gore Verbinski hivatkozott a filmre, hogy hatással volt a Rango című filmjére.

## Díjak és jelölések
| Év        | Díj                                          | Kategória                                           | Jelölt                                                                        | Eredmény |
| --------- | -------------------------------------------- | --------------------------------------------------- | ----------------------------------------------------------------------------- | -------- |
| 2004      | 61. Velencei Nemzetközi Filmfesztivál        | Arany Osella-díj a technikai megvalósításért        | A vándorló palota                                                             | Elnyerte |
| 2004      | 61. Velencei Nemzetközi Filmfesztivál        | Arany Oroszlán díj                                  | Mijazaki Hajao                                                                | Jelölve  |
| 2004      | Sitges – Katalóniai Nemzetközi Filmfesztivál | Legjobb játékfilm (közönségdíj)                     | A vándorló palota                                                             | Elnyerte |
| 2004      | Sitges – Katalóniai Nemzetközi Filmfesztivál | Legjobb film                                        | A vándorló palota                                                             | Jelölve  |
| 2004      | Mainichi Film Concours                       | Legjobb japán film                                  | A vándorló palota                                                             | Elnyerte |
| 2004      | Japán Médiaművészeti Fesztivál               | Kiválóság díj, animáció                             | A vándorló palota                                                             | Elnyerte |
| 2005      | Tokyo International Anime Fair               | Az év animációja                                    | A vándorló palota                                                             | Elnyerte |
| 2005      | Tokyo Anime Awards                           | Legjobb rendező                                     | Mijazaki Hajao                                                                | Elnyerte |
| 2005      | Tokyo Anime Awards                           | Legjobb szinkronszínész/szinkronszínésznő           | Baisó Csieko                                                                  | Elnyerte |
| 2005      | Tokyo Anime Awards                           | Legjobb zene                                        | Hiszaisi Dzsó                                                                 | Elnyerte |
| 2005      | Maui Film Festival                           | Közönségdíj                                         | A vándorló palota                                                             | Elnyerte |
| 2005      | Hollywoodi filmdíj                           | Az év animációja                                    | A vándorló palota                                                             | Elnyerte |
| 2005      | Nielsen/EDI Gold Reel Awards                 | Nemzetközi Gold Reel Award                          | Toho                                                                          | Elnyerte |
| 2005      | Reykjaviki Nemzetközi Filmfesztivál          | Közönségdíj                                         | A vándorló palota                                                             | Elnyerte |
| 2005      | Satellite Award                              | Outstanding Motion Picture, Animated or Mixed Media | A vándorló palota                                                             | Jelölve  |
| 2005      | Seattle-i Nemzetközi Filmfesztivál           | Golden Space Needle-díj                             | A vándorló palota                                                             | Elnyerte |
| 2006      | 78. Oscar-gála                               | Legjobb animációs film                              | A vándorló palota                                                             | Jelölve  |
| 2006      | 33. Annie-díj                                | Legjobb animációs játékfilm                         | A vándorló palota                                                             | Jelölve  |
| 2006      | 33. Annie-díj                                | Legjobb rendezés animációs játékfilmnél             | Mijazaki Hajao                                                                | Jelölve  |
| 2006      | 33. Annie-díj                                | Legjobb forgatókönyvírás animációs játékfilmnél     | Mijazaki Hajao Donald H. Hewitt Cindy Davis Hewitt                            | Jelölve  |
| 2006      | Golden Reel Award                            | Legjobb hangvágás játékfilmben, animáció            | Petra Bach Nogucsi Tóru Hokari Jukio Itó Mizuki Kitada Maszaja Okasze Akihiko | Jelölve  |
| 2006      | Hongkongi filmdíj                            | Legjobb ázsiai film, Japán                          | A vándorló palota                                                             | Jelölve  |
| 2006      | MTV filmdíj, Oroszország                     | Legjobb rajzfilm                                    | A vándorló palota                                                             | Jelölve  |
| 2006      | Szaturnusz-díj                               | Legjobb animációs film                              | A vándorló palota                                                             | Jelölve  |
| 2006      | Young Artist Award                           | Legjobb családi játékfilm, animáció                 | A vándorló palota                                                             | Jelölve  |
| 2007      | Nebula-díj                                   | Legjobb szöveg                                      | Mijazaki Hajao Donald H. Hewitt Cindy Davis Hewitt                            | Elnyerte |
| Források: |                                              |                                                     |                                                                               |          |

### További elismerések
- Észak-Texas-i Filmkritikusok Szövetsége: Legjobb animációs film (2005)
- Los Angeles-i Filmkritikusok Szövetsége: Legjobb zene (2005)
- New York-i Filmkritikusok Szövetsége: Legjobb animációs film (2005)
- San Diegói Filmkritikusok Szövetsége: Legjobb animációs film (2005)
- Online Film- és Televíziószövetség: Legjobb szinkronszínészi teljesítmény (Emily Mortimer és Jean Simmons) (2006)